# Harold Copping

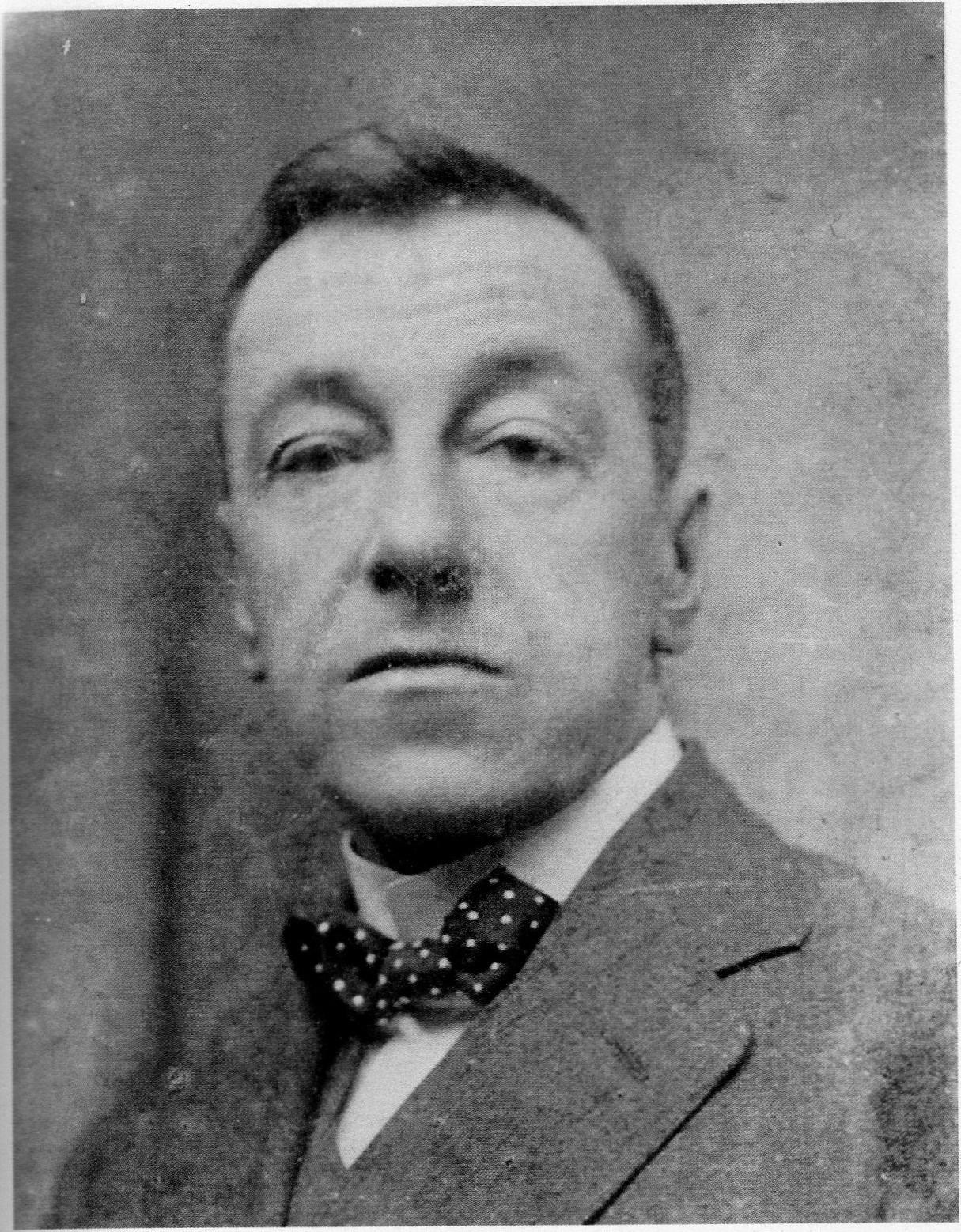
Harold Copping (1913)

Harold Copping (* 25. August 1863 in Camden Town, London, England, Vereinigtes Königreich; † 1. Juli 1932 in Shoreham, Kent, England, Vereinigtes Königreich) war ein britischer Maler, dessen Schwerpunkt die Illustration biblischer Szenen und Motiven aus Charles-Dickens-Romanen war.

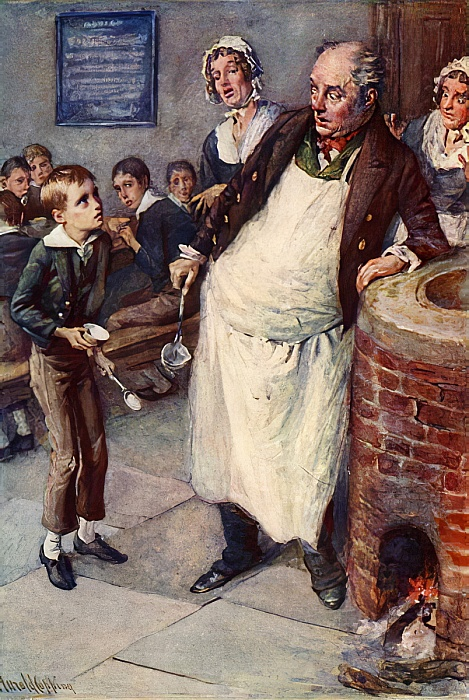
Charles Dickens – Oliver Twist

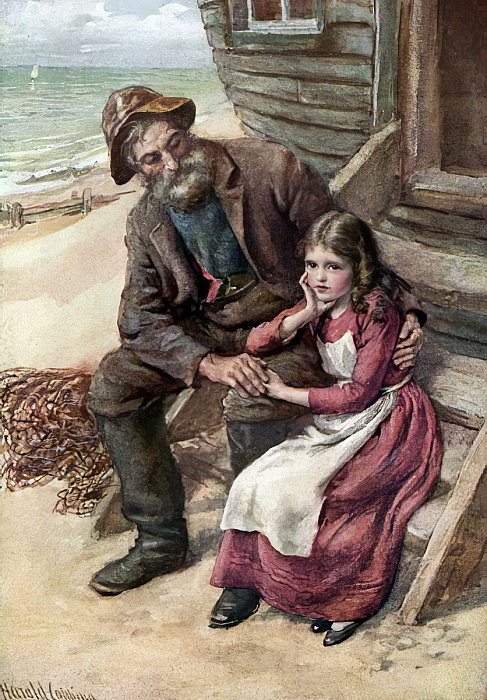
Charles Dickens s David Copperfield

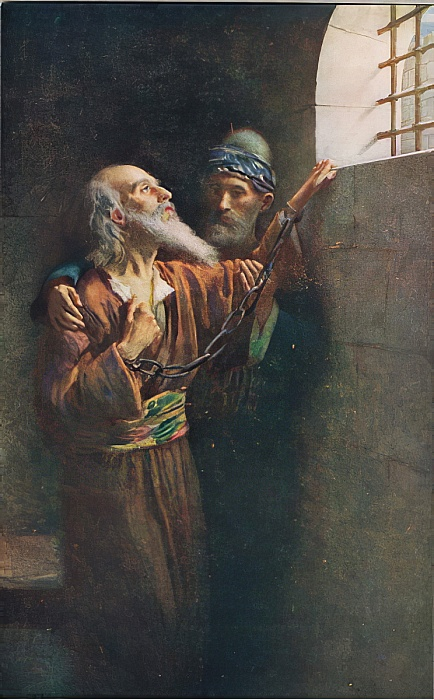
I have fought a good fight

## Leben
Harold Copping wurde 1863 in Camden Town geboren. Er wuchs in St. Pancras auf und studierte an der Royal Academy of Arts, wo er ein Landseer Stipendium erzielen konnte. Es dauerte nicht lange, da war Copping ein etablierter und erfolgreicher Maler. Aufgrund seiner Verbindung zur London Missionary Society begann Copping schon früh, biblische Szenen zu illustrieren. Um besonders realitätsnahe Bilder malen zu können, unternahm er Studienreisen nach Palästina und Ägypten. 1910 resultierte sogar eine von Copping illustrierte Sonderausgabe der Bibel (The Copping Bible) aus den zahlreichen Bildern biblischer Motiven, die Copping gemalt hatte. Um Familienmitglieder und Freunde als Modelle für seine Gemälde nutzen zu können, hatte Copping einen eigenen Fundus von Kostümen und Requisiten daheim. Reproduktionen von Coppings Bildern in Form von Farblithografien waren bei Missionen besonders gefragt.
Die wohl bekannteste Illustration Coppings ist Die Hoffnung der Welt (The Hope of the World). Dieses Bild zeigt Jesus inmitten einer Gruppe Kinder von verschiedenen Kontinenten der Erde. Copping war bei der Religious Tract Society unter Vertrag, für die er bis zu seinem Tod jährlich zwölf Bilder religiöser Themen malte. Der Exklusivvertrag verbot es Copping, dem £50 pro Bild gezahlt wurden, religiöse Motive für irgendeine andere Organisation oder einen anderen Verleger zu malen. Aber Copping illustrierte auch zahlreiche andere literarische Werke. Hierzu zählten sowohl Romane von Charles Dickens als auch auf diesen basierende Werke von dessen Tochter Mary Angela Dickens. Hinzukommen Illustrationen für Zeitschriften.
Seinen Lebensabend verbrachte Copping in Shoreham in Kent, wo er am 1. Juli 1932 im Alter von 68 Jahren starb. Er wurde auf dem Kirchenfriedhof von St Peter and St Paul in Shoreham beigesetzt.

## Familie
Harold Copping war der zweite Sohn des Journalisten Edward Copping (1829–1904) und dessen Frau Rose Heathilla (1832–1877). Harold Coppings Großvater mütterlicherseits war der Maler John Skinner Prout (1805–1876). Sein Bruder Arthur E. Copping war ein namhafter Autor, Journalist und Reisender. Außerdem war Arthur E. Copping Mitglied der Heilsarmee.
Harold Copping war zweimal verheiratet. Aus erster Ehe mit Violet Amy Prout (1865–1894), die er 1888 heiratete, gingen drei Kinder hervor: Ernest Noel Copping (1889–1978), Romney Copping (1891–1910) und Violet Copping (1891–1892). Nachdem seine erste Frau mit nur 29 Jahren verstorben war, heiratete Harold Copping 1897 erneut. Seine zweite Frau war Edith Louise Mothersill (* 1876), die ihm zwei Kinder gebar: Joyce Copping (1901–1934) und John Clarence Copping (1914–1977).

## Werk und Rezeption
Die überwiegende Mehrheit von Coppings Bildern waren Illustrationen, die in Form von Farblithografien weite Verbreitung erfuhren. Besonders hervorzuheben sind hierbei Coppings Illustrationen biblischer Szenen, die 1910 zusammen in der Sonderauflage The Copping Bible veröffentlicht wurden. Aus den vielen biblischen Bildern, die Copping anfertigte, sticht Die Hoffnung der Welt (The Hope of the World) hervor. Hierzu schrieb Sandy Brewer:
„The Hope of the World, painted by Harold Copping for the London Missionary Society in 1915, is arguably the most popular picture of Jesus produced in Britain in the twentieth century. It was an iconic image in the Sunday school movement between 1915 and 1960“
„Die Hoffnung der Welt, die von Harold Copping für die London Missionary Society in 1915 gemalt wurde, ist wohl das berühmteste Bild von Jesus, das in Britannien im 20. Jahrhundert entstand. Es war ein ikonisches Bild der Sonntagsschulen zwischen 1915 und 1960.“
Aber die Rezeption Coppings fiel nicht immer so positiv aus. So schrieb James Thorpe in English Illustration: the Nineties:
„Harold Copping’s work, capable and honest as it was, does not inspire any great enthusiasm; there are so many artists doing illustrations equally satisfactory in literal translation and equally lacking in strong personal individuality.“
„Harold Coppings Werk, so kompetent und ehrlich es auch war, inspiriert nicht zu großem Enthusiasmus; es gibt so viele Künstler, die Illustrationen anfertigten, die ebenso befriedigend in der wörtlichen Übersetzung sind und ebenso starke, persönliche Individualität missen.“
Aus einer Studienreise nach Kanada resultierten zahlreiche Bilder mit Wasserfarben, die sogenannten Canadian Pictures.

### Illustrationen
Zu Coppings Werk zählen auch zahlreiche andere Buchillustrationen, unter anderem für:
- The Pilgrim’s Progress von John Bunyan
- Westward Ho! von Charles Kingsley
- Little Women von Louisa May Alcott
- A Christmas Carol von Charles Dickens
- Oliver Twist von Charles Dickens
- David Copperfield von Charles Dickens
- auf Charles Dickens’ Werken basierende Schriften von dessen Tochter Mary Angela Dickens

Ebenfalls zu Coppings Werk zählten Illustrationen für Zeitschriften wie Pearson's Magazine, The Leisure Hour, The Royal Magazine, Little Folks, The Temple Magazine und The Windsor Magazine.